# Jana Jacková
Jana Jacková (* 6. srpna 1982 Frýdek-Místek) je česká šachistka, mezinárodní velmistryně. Jako jediná žena v Česku získala navíc titul mezinárodního mistra. Je členkou oddílu ŠK Duras BVK.
Její partie s Anatolijem Karpovem z prosince 2008, kdy bývalého mistra světa porazila v krátké útočné partii vyhrála v hlasování o partii roku.
Začátkem prosince 2009 ve svých 27 letech Jana Jacková překvapivě oznámila konec šachové kariéry s tím, že ji vyšší síla vede jiným směrem. Její FIDE Elo se zastavilo na hodnotě 2402, což by ji v případě návratu zařadilo na první místo mezi českými šachistkami i v roce 2015.
Zvláštností v jejím repertoáru byla italská hra a hra dvou jezdců v obraně se čtvrtým tahem 4. d3.

## Tituly
V roce 1998 získala titul mezinárodní mistryně (WIM). Titul mezinárodní velmistryně (WGM) získala v roce 2001 a titul mezinárodního mistra (IM) pak v roce 2004.

## Soutěže jednotlivkyň
Je mistryní České republiky v šachu z roku 1998 a navíc má stříbrnou medaili z roku 1997 a bronzovou z roku 1999. Je mistryní Česka v rapid šachu z roku 2009 a navíc v této disciplíně má stříbro z roku 2007. Je i mistryní České republiky v bleskovém šachu z roku 2006 a navíc získala dvakrát bronz v letech 2003 a 2005.

## Soutěže družstev
Šestkrát reprezentovala Českou republiku na šachových olympiádách žen, jedenkrát na Mistrovství světa družstev žen a pětkrát na Mistrovství Evropy družstev žen.

### Šachové olympiády žen
Na šesti šachových olympiádách žen získala celkem 39,5 bodů z 63 partií.
| Rok  | Olympiáda | Místo    | Deska | Elo  | Počet bodů | Odehráno partií | Pořadí na šachovnici | Pořadí družstvo |
| ---- | --------- | -------- | ----- | ---- | ---------- | --------------- | -------------------- | --------------- |
| 1998 | 33.       | Elista   | 4.    | 2205 | 4          | 9               | 33.                  | 24.             |
| 2000 | 34.       | Istanbul | 2.    | 2358 | 8          | 12              | 7.                   | 22.             |
| 2002 | 35.       | Bled     | 1.    | 2361 | 6          | 11              | 28.                  | 10.             |
| 2004 | 36.       | Calvià   | 1.    | 2408 | 8          | 11              | 6.                   | 28.             |
| 2006 | 37.       | Turín    | 1.    | 2389 | 7          | 10              | 12.                  | 10.             |
| 2008 | 38.       | Drážďany | 1.    | 2360 | 6,5        | 10              | 25.                  | 36.             |

### Česká šachová extraliga
V České šachové extralize odehrála celkem 71 partií s bilancí 16 výher, 37 remíz a 18 proher. Nastoupila postupně za 7 různých družstev v 10 sezónách. Největším úspěchem byla třetí místa ze sezón 2000/01 a 2007/08.
| Sezóna  | Klub                     | Elo  | Deska | Počet bodů | Odehráno partií | Procentuální úspěšnost |
| ------- | ------------------------ | ---- | ----- | ---------- | --------------- | ---------------------- |
| 1999/00 | TJ Nová Huť Ostrava      | 2233 | 10.   | 6          | 7               | 85,7 %                 |
| 2000/01 | Agentura 64 Grygov       | 2358 | 7.    | 4,5        | 10              | 45 %                   |
| 2001/02 | ŠK Infinity Pardubice    | 2375 | 7.    | 4          | 9               | 44,4 %                 |
| 2002/03 | ŠK Infinity Pardubice    | 2324 | 6.    | 2          | 4               | 50 %                   |
| 2004/05 | ŠK Slavoj Ostrava-Poruba | 2408 | 3.    | 2          | 6               | 33,3 %                 |
| 2005/06 | TJ TŽ Třinec             | 2389 | 6.    | 4,5        | 11              | 40,9 %                 |
| 2006/07 | TJ TŽ Třinec             | 2414 | 6.    | 5          | 9               | 55,6 %                 |
| 2007/08 | BŠŠ Frýdek-Místek        | 2375 | 6.    | 3,5        | 6               | 58,3 %                 |
| 2008/09 | BŠŠ Frýdek-Místek        | 2385 | 8.    | 2,5        | 7               | 35,7 %                 |
| 2009/10 | ŠK Duras Brno            | 2388 | 2.    | 0,5        | 2               | 25 %                   |